# Le Dorat
Le Dorat (tiếng Occitan: Le Daurat) là một xã của tỉnh Haute-Vienne, thuộc vùng Nouvelle-Aquitaine, miền trung nước Pháp.